# Стив Андерсон
Стив Андерсон (енгл. Stephen "Steve" Eugene Anderson; Портсмут, Охајо 6. април 1906. — Сијетл, Вашингтон 2. август 1988) је бивши амерички атлетичар који се углавном такмичио у дисциплини 110 препоне.
Андерсон се такмичио за САД на Летњим олимпијским играма 1928. у Амстердаму, Холандија у својој дисциплини и освојио сребрну медаљу у времену победника.
Кратко време био је светски рекордер. Рекод је поставио у Бостону 7. јула 1928. на Америчким квалификацијама за пласман у екипу за олимпијске игре у времену од 14,8 сек.